# Холлидт, Карл-Адольф
Карл-Адольф Холлидт (Голлидт, нем. Karl-Adolf Hollidt, 28 апреля 1891 — 22 мая 1985) — немецкий генерал-полковник, участник Первой и Второй мировых войн. Командующий дивизией, корпусом, армейской группой «Холлидт», 6-й армией. Кавалер Рыцарского креста с Дубовыми листьями.

## Начало военной карьеры
В июле 1909 года поступил на военную службу фанен-юнкером (кандидат в офицеры), в пехотный полк. С ноября 1910 года — лейтенант.

## Первая мировая война
С 4 августа 1914 года — на фронте, в штабе пехотного батальона. С марта 1915 года — старший лейтенант. С августа 1915 года — командир пехотной роты. С августа 1916 года на штабных должностях (уровня полк, бригада). С марта 1918 года — капитан. За время войны награждён Железными крестами обеих степеней.

## Между мировыми войнами
Продолжил службу в рейхсвере. К началу Второй мировой войны — командир 52-й пехотной дивизии, генерал-майор (с апреля 1938 года).

## Вторая мировая война
В самом начале войны, непродолжительный период (1—8 сентября 1939 года) командовал новосформированной 52-й пехотной дивизией.
С 10 сентября 1939 года — начальник штаба 5-й армии (на западной границе Германии). С апреля 1940 года — генерал-лейтенант.
С 15 мая 1940 года — начальник штаба 9-й армии. Участвовал во Французской кампании, награждён планками к Железным крестам обеих степеней (повторное награждение). С октября 1940 года — командир 50-й пехотной дивизии.
С 22 июня 1941 года участвовал в кампании на восточном фронте. Бои в районе Одессы, Николаева. В сентябре 1941 года награждён Рыцарским крестом (№ 479). Бои в Крыму.
С января 1942 года — командир17-го  армейского корпуса (за бои в районе Белгорода). С февраля 1942 года — повышен в звании, генерал пехоты. Участвовал в боях на реке Дон.
С ноября 1942 года — командующий армейской группой «Холлидт» (немецкие 48-й танковый и 17-й армейский корпуса, 1-й и 2-й румынские корпуса). Прошёл бои под Сталинградом.
С 6 марта 1943 года — командующий вновь сформированной 6-й армией. Бои на реке Миус. В мае 1943 года награждён Дубовыми листьями (№ 239) к Рыцарскому кресту. За успешное отражение советской Миусской наступательной операции  в сентябре 1943 года получил звание генерал-полковника.
С 22 ноября 1943 года — в отпуске по болезни. С 20 апреля 1944 года — в командном резерве.
С 20 февраля 1945 года — руководитель оборонной промышленности и снабжения в районе Рейн-Вестфалия. 17 апреля 1945 года взят в американский плен в Рурском котле.

## После войны
27 октября 1948 года приговорён к 5 годам заключения. Отпущен на свободу 22 декабря 1949 года.

## Характеристика
Генерал-полковник Холлидт, командующий 6-й армией, был при мне в Крыму командиром дивизии, и с тех пор мы его хорошо знали. Это был серьезный человек с цельным характером, с большой силой воли. Он, может быть, и был без больших претензий, но зато отличался ясным, трезвым умом и объективностью суждения. На него вполне можно было положиться. 

(Э. фон Манштейн)

## Награды
- Железный крест 2-го класса (9 сентября 1914) (Королевство Пруссия)
- Железный крест 1-го класса (18 октября 1916) (Королевство Пруссия)
- Медаль «За храбрость» (Великое герцогство Гессен)
- Нагрудный знак «За ранение» (1918) чёрный
- Почётный крест Первой мировой войны 1914/1918 с мечами
- Медаль «За выслугу лет в вермахте» с 4-го по 1-й класс
- Пряжка к Железному кресту 2-го класса (30 мая 1940)
- Пряжка к Железному кресту 1-го класса (7 июня 1940)
- Рыцарский крест Железного креста с дубовыми листьями
  - рыцарский крест (8 сентября 1941)
  - дубовые листья (№ 239) (17 мая 1943)
- Орден Михая Храброго 3-го класса (19 сентября 1942) (Королевство Румыния)
- Медаль «За зимнюю кампанию на Востоке 1941/42»
- Крымский щит
- Упоминание в Вермахтберихт 4 августа 1943